# Matjaž Klopčič
Matjaž Klopčič, slovenski filmski režiser, scenarist in pedagog, * 14. december 1934,  Ljubljana, † 15. december 2007,  Ljubljana.

## Življenjepis
Matjaž Klopčič se je rodil 4. decembra leta 1934 v Ljubljani v družini pesnika, dramatika in prevajalca Mileta Klopčiča, le slabi dve leti za svojim bratom, poznejšim violinistom in glasbenim pedagogom Rokom Klopčičem (profesorjem na ljubljanski Akademiji za glasbo).
V gimnazijskih letih je treniral sabljanje v klubu Ilirija pri Rudolfu Cvetku. V juniorski konkurenci je tekmoval na turnirjih po vsej Evropi (Dunaj, Parizu, Marseileu,...). Na mladinskem evropskem prvenstvu v Cremoni je dosegel tretje mesto in dobil posebno pohvalo za najlepše sabljanje.
Leta 1959 je diplomiral na Fakulteti za arhitekturo. 
Filmsko snemanje je prvič od blizu videl leta 1952, ko je kot sabljaški inštruktor učil Bojana Stupico in Staneta Severja bojevanja pri filmu Jara gospoda. Tam je spoznal scenografa Nika Matula, pri katerem je kasneje kot inženir arhitekture asistiral do leta 1958. Ob pomoči takratnega ministra za kulturo Bena Zupančiča je dobil štipendijo francoske vlade, ki mu je med letoma 1963 in 1965 omogočala podiplomski študij režije v Parizu. Med pariškim študijem je nato leta 1964 asistiral pri Godardovem filmu Posebna tolpa (Bande à part).
Sprva je snemal kratke in propagandne filme, med njimi so najbolj znani Na sončni strani ceste, Romanca o solzi, Zadnja šolska naloga. Kasneje je posnel enajst celovečernih filmov in več televizijskih dram ter filmov. Za svojo filmsko ustvarjalnost je leta 1973 prejel Župančičevo nagrado, leta 1973 Badjurovo nagrado in leta 1995 Prešernovo nagrado za življenjsko delo. Klopčič je prejel tudi dve zlati areni v Pulju, leta 1973 in leta 1975. Leta 2000 pa je prejel še Badjurovo nagrado za življenjsko delo na področju kinematografije.
Med Klopčičeve najuspešnejše filme sodita Cvetje v jeseni (1973), ki je dobil tudi obliko TV-serije, in Vdovstvo Karoline Žašler (1976). Slednjega so predvajali tudi v tekmovalnem programu filmskega festivala v Berlinu. Klopčičeve filme Na papirnatih avionih (1967), Strah (1974) in Dediščina (1984)) so prikazali v uradnem programu filmskega festivala v Cannesu. Med televizijskimi filmi se posebej vtisnili v spomin Nori malar, ki je nastal po scenaristični predlogi dolgoletnega sodelavca Andreja Hienga. Ljubljana je ljubljena iz leta 2005 je Klopčičev zadnji celovečerni film.
Klopčič je skozi vsa leta pogosto sodeloval direktorjema fotografije Tomislavom Pinterjem in Rudijem Vaupotičem, s scenografom Nikom Matulom, kostumografko Alenko Bartl, s skladateljema Jožetom Privškom in Urbanom Kodrom, montažerko Milko Badjuro, ter z najbolj pogosto zasedenima igralcema v njegovih filmih, Mileno Zupančič in Poldetom Bibičem.
Dolga leta je bil redni profesor filmske režije na ljubljanski Akademiji za gledališče, radio, film in televizijo, nekaj časa tudi predstojnik filmsko in televizijskega oddelka pa prodekan.

## Filmografija

### Režiser
1. Ljubljana je ljubljena (2005)
2. Triptih Agate Schwarzkobler (1997) (TV)
3. Ognjišče molka (1993) (kratki)
4. Gospodična Mary (1992) (TV)
5. Črna orhideja (1990) (TV)
6. Portret Vilka Ukmarja (1987) (kratki)
7. Moj ata, socialistični kulak (1988)
8. Dediščina (1985)
9. Letovanje na jugu (1984)
10. Portret Janeza Vipotnika (1983)
11. Iskanja (1979)
12. Nori malar (1978) (TV)
13. Portret Bena Zupančiča (1977) (kratki)
14. Zadnja šolska naloga (1977) (TV)
15. Vdovstvo Karoline Žašler (1976)
16. Strah (1974)
17. Slovenska gotika (1974) (kratki)
18. Kras - pravljični svet (1974) (kratki)
19. Cvetje v jeseni (1974)
20. Cvetje v jeseni (1973) (TV)
21. Težak put (1973)
22. Rondo o zlatem teletu (1971)
23. Da ne prestane kucati (1970)
24. Oxygen (1970)
25. Sedmina (1969)
26. Na papirnatih avionih (1967)
27. Zgodba, ki je ni (1967)
28. Podobe neke mladosti (1966) (kratki)
29. Ljubljana je ljubljena (1965)
30. Pružam ti ruku (1963) (kratki)
31. Vzpon na Trisul (1961) (kratki)
32. Romanca o solzi (1961) (kratki)
33. Zadnja šolska naloga (1961) (kratki)
34. Na sončni strani ceste (1959) (kratki)

### Scenarist
1. Ljubljana je ljubljena (2005)
2. Triptih Agate Schwarzkobler (1997) (TV)
3. Ognjišče molka (1993) (kratki)
4. Dediščina (1985)
5. Portret Janeza Vipotnika (1983)
6. Portret Bena Zupančiča (1977) (kratki)
7. Zadnja šolska naloga (1977) (TV)
8. Strah (1974)
9. Sedmina (1969)
10. Na papirnatih avionih (1967)
11. Zgodba, ki je ni (1967)
12. Podobe neke mladosti (1966) (kratki)
13. Ljubljana je ljubljena (1965) (kratki)
14. Pružam ti ruku (1963) (kratki)
15. Vzpon na Trisul (1961) (kratki)
16. Romanca o solzi (1961) (kratki)
17. Zadnja šolska naloga (1961) (kratki)
18. Na sončni strani ceste (1959) (kratki)

### Scenograf
1. Ljubljana je ljubljena (1965) (kratki)
2. Romanca o solzi (1961) (kratki)

### Asistent režije
1. Veselica (1960)